# Eucheuma
Eucheuma J.Agardh è un genere di alghe rosse della famiglia Solieriaceae.

## Coltivazione
Specie del genere Eucheuma, come la E. spinosum e la E. cottonii, vengono coltivate in diverse parti del mondo e sono impiegate nell'industria alimentare (soprattutto per produrre l'addensante noto come carragenina) e in quella dei cosmetici.
Le alghe vengono fatte crescere in filari, usando come sostegno canne di bambù o altri supporti simili; il raccolto è molto frequente. La pratica della coltivazione di questo genere di alghe è originaria dell'Estremo Oriente e dell'Indonesia (per esempio Filippine e Bali), ma in seguito si è diffusa anche altrove. A Zanzibar, per esempio, la coltivazione di alghe della specie E. spinosum è stata introdotta nel 1988, e oggi le coltivazioni di alghe sono molto comuni sulle coste di entrambe le principali isole dell'arcipelago (Unguja e Pemba).